# Slusen
Slusen i Københavns sydlige havneområder er navnet på den vandregulerende sluse, der adskiller Københavns sydhavn fra Kalveboderne. Slusen kan, når den er åben, gennemsejles af lystbåde med  en bredde på op til 10,8 meter og en maksimal længde på 53 meter, dog kun af både, som er maksimalt tre meter højde. Højdespørgsmålet har dog ikke noget med selve slusen at gøre, men med de broer, der følger lige syd for slusen. I tjener slusen til at mindske vandgennemstrømingen i havnen, således at der ikke bliver hvirvlet op i bundsedimentet. Oprindeligt var slusen en hjælp til skibene, som i begyndelsen af 1900-tallet havde for ringe motorkraft til at gå mod vandstrømmen i havnen. 

## Historie
Slusen blev etableret mellem 1901 og 1903 som følge af de omfattende ændringer, der var sket i Københavns Havn i de forudgående årtier. Havnens udvidelse havde medført, at store mængder materiale var blevet gravet væk og deponeret andetsteds. Især i den sydlige del af havnen, Islands Brygge på Amagersiden og de områder, der nu er kendt som Sluseholmen og Teglholmen på Sjællandsiden. Det havde ført til stærke strømme på op til 6 knob, hvilket vanskeliggjorde navigationen.
Slusen blev benyttet af fiskefartøjer, mudderpramme og mindre fragtskibe frem til 1970'erne. Sjællandsbroen blev bygget syd for slusen i 1969. Den blev oprindeligt åbnet for passerende skibe, men er nu permanent lukket og med en gennemsejlingshøjde på tre meter, således kan kun mindre både nu komme ind og ud af Københavns Havn fra syd.